# ゴールデンアイ 007
『ゴールデンアイ 007』（英語: GoldenEye 007）は、1997年8月23日に任天堂から発売されたNINTENDO 64専用のファーストパーソン・シューティングゲーム（略称：FPS）である。アメリカとヨーロッパでは同年8月25日に発売された。
開発はイギリスのレア社（現・Xbox Game Studios）。ジェームズ・ボンドシリーズの映画第17作『007/ゴールデンアイ』（1995年）を原作とする。2010年（日本では2011年）には別の開発元が制作したWii専用のリメイク版が発売された。
2023年1月27日、Xbox Game Pass加入者・Rare Replay所持者向けにXbox One、Xbox Series X/Sで配信された。Xbox Game Pass Ultimate加入者であれば、Xbox Cloud Gaming経由でスマートフォンやPCなどでプレイが可能。また、Nintendo Switchの日本版は2023年11月30日に『NINTENDO 64 Nintendo Classics 18+』で配信開始。Nintendo Switch Online + 追加パックの加入者のみプレイでき、単品での購入はできない。

## 概要
プレイヤーはイギリス諜報機関「MI-6」の工作員、「007=ジェームズ・ボンド」として様々な指令を受けながら、衛星兵器「ゴールデンアイ」の秘密を探っていく。ストーリーは映画を大まかに再現しているが、映画と展開が異なる部分もある。
本作は従来のFPSと同様のスピード感のあるアクションを重視したゲーム性、またそれを実現するための武器や装備の多用さを保ちつつも、隠密行動や機密書類の奪取などの「スパイ風」の目標を与えることで、同時に映画のストーリーや雰囲気の再現を試みていた。本作以降のFPSでは、例えば『ハーフライフ』、『Deus Ex』、『Thief』、および『System Shock 2』のように、映画的な演出が取り入れられることが増えていった。リード・マッカーター（Reid McCarter）は、映画『007/ゴールデンアイ』が1990年代半ば、冷戦の終結から対テロ戦争の始まりに至るまでの過渡期の時代を象徴するものであったように、本作は従来のアーケードシューターからリアリティを特徴とする後年のミリタリーシューターに至る過程を結ぶゲームと評した。また、映画的な演出を取り入れた最初期のミリタリーシューターでもある『メダル・オブ・オナー』シリーズ第1作『Medal of Honor』（1999年）は、息子のマックス・スピルバーグが本作をよく遊んでいたことに触発されたスティーブン・スピルバーグの発案によって開発されたことが知られている。
当時は架空世界の設定を取り入れ、怪物や悪魔、ゾンビなどと戦うFPSが多かった。そのため、映画と同様に現実から地続きの世界を描いたことも目新しい要素と捉えられた。
最大4人のプレイヤーが参加する画面分割式のマルチプレイ対戦も、本作が高く評価された理由の1つとされる。
1997年のリリース後、 2004年まで販売が続いた。総出荷数は8,090,000本で、これまでに『スーパーマリオ64』と『マリオカート64』に次いで3番目によく売れたN64専用のゲームソフトとされている。また、アメリカにおいては最も売れたN64専用のゲームソフトとされている。
MGM/UAで副社長を務め、シリーズの再始動およびピアース・ブロスナンが主演した最初の3本の制作に携わったジェフ・クリーマン（Jeff Kleeman）は、映画『007/ゴールデンアイ』の宣伝において本作が非常に大きな役割を果たしたことを認めている。本作の成功が、従来のファン以外の子供や若年層の取り込みに繋がったためである。映画『007/ゴールデンアイ』の成功を受け、MGM/UAはジェームズ・ボンドシリーズの収益性の高さを認め、以後の作品は隔年で制作されるようになった。
2022年には本作を題材としたドキュメンタリー映画『GoldenEra』が制作された。
2014年8月19日、ジミー・ファロンが司会を務めるNBCの番組『ザ・トゥナイト・ショー』にブロスナンが出演した。この中でファロンが本作に言及すると、ブロスナンは「凄い人気作だ。でも、僕は下手くそでね。前に遊んだときには自滅してしまったよ」と語った。その後、スタジオで実際にN64を使ってファロンとブロスナンの対戦が行われ、ファロンが勝利した。

## ゲームモード
ミッションモード
1人でプレイする場合のプレイモード。プレイヤーは主人公ジェームズ・ボンドを操り、ストーリーに沿ってミッションを遂行していく。
すべてのミッションには、「イージー」（スパイ）、「ノーマル」（特命スパイ）、「ハード」（00エージェント）という3つの難易度が設けられており、それによって必須任務の数や、ボンドの体力、敵の強さ、拾える弾薬の量などが変化する。ミッションクリア後、それぞれの難易度についてクリアしたことを示すチェックマークが表示される。全ミッションをすべての難易度でクリアすると、敵の体力、攻撃の強さ、命中精度、反応速度をプレイヤーが自由に設定できる「007」が新たな難易度として出現する(自由に設定できる箇所以外の内容はハードと同じ)。
必須任務には特定地点やゴールへの移動、アイテムの回収、ガジェットの使用あるいは設置、特定のNPCの殺害、特定のオブジェクトの破壊などがある。
対戦モード
2人〜4人で対戦するモード。相手を倒すと得点が入る「通常対戦」のほか、過去の007映画のタイトルになぞらえた対戦ルールが「シナリオ」として用意されている。
ステージは、対戦用のオリジナルのものが4つ、対戦用にアレンジされたミッションモードのステージが5つの計9ステージ用意されている。ただし、3人以上で対戦する場合は一部のステージを選択することができない。
お楽しみモード
ゲームをプレイする際、様々な状態で遊べるようになる隠し要素で、いわゆるチートモード。ミッションモードにおける各ミッションで、特定の難易度を「目標タイム」と呼ばれる時間制限以内にクリアすることで出現する。
すべてのダメージを無効化する「無敵モード」や、あらゆる武器を使用できる「オール武器モード」などの実用的なものから、NPCの頭部や腕が巨大化する「DKモード」や、プレイヤーの視点が低くなる「タイニーボンド」などのジョーク的なものまで多数ある。各モードは複数選択可能で、一部はマルチプレイでも使用できるが、お楽しみモードを使用した状態でミッションモードをクリアしてもその記録は反映されない。

## あらすじ
ミッション1から7までの本編は大まかに映画『ゴールデンアイ』のストーリーに沿っているが、一部の展開が異なる。例えば映画ではボンドが飛び降りる短いシーンのみしかなかったアーカンゲルのダムにおいて、本作では飛び降りる地点に向かうまでの様子も加えて描かれている。また、映画ではセヴェルナヤの観測センターにボンドは1度も派遣されなかったが、本作では2度潜入することになる。こうした変更は、映画の見せ場となったセットを可能な限りゲーム内で再現/使用するために行われた。逆に様々な理由から省略されたシーンも多い。そのほか、映画でジョー・ドン・ベイカーが演じたCIA工作員ジャック・ウェイドは、ベイカー側から肖像の使用についての許諾が得られなかったため、主要登場人物の中で唯一登場シーンがカットされた。ミッション8および9はボーナスミッションで、本編とストーリー上の繋がりはない。
1986年、MI-6の諜報員ジェームズ・ボンド（007）は、ダムに隠された化学兵器工場を破壊せよとの指令を受け、ソ連のアーカンゲルに送り込まれた。工場内に潜伏していた協力者ドーク博士の手も借りつつ、ガスの貯蔵庫にてアレック・トレヴェルヤン（006）との合流に成功したボンドだったが、爆破準備中に工場の責任者ウルモフ大佐に率いられた衛兵に包囲され、囚われたトレヴェルヤンは殺害されてしまった。ガスタンクを爆破した後、ボンドは滑走路上の小型飛行機を奪って辛くも死地を逃れた。
1991年、ボンドは不穏な動きが確認されたというロシアのセヴェルナヤの雪原にある古い観測センターの調査を命じられる。施設地下ではウルモフ指揮下の宇宙兵器開発部門の秘密基地が建設中で、ボンドは秘密兵器ゴールデンアイについての情報を得た後に脱出する。1993年、キルギスタンのロケットサイロにて何らかの打ち上げ試験が行われようとしているとの情報を得たMI-6は、これを阻止するためにボンドを派遣する。打ち上げを阻止するための工作を行う最中、ボンドは作業の指揮にあたっていたウルモフと再び遭遇するも、この場では逃げられている。
1995年、モナコのモンテカルロに停泊するフランス海軍巡洋艦「ラ・ファエテ」にて実施される予定だった新型戦闘ヘリ「パイレート」のデモンストレーションが突然延期された。公にはされていないが、実はラ・ファエテはパイレートを狙う犯罪組織ヤヌスに占拠され、人質も取られているという。水面下でフランスから人質救出の依頼を受けたMI-6は、パイレートに追跡装置を取り付けた上であえて盗ませ、ヤヌスの情報を得ようと計画する。その後、MI-6は追跡装置の信号からパイレートの目的地がかつてボンドが潜入したセヴェルナヤの観測センターであることを突き止めた。再び潜入を試みたボンドだったが、地下基地への入り口で警備兵に捕まってしまう。
独房に送られたボンドは、売国奴の濡れ衣を着せられ収監されていたナターリア・シミョノヴァと出会う。彼女は今や将軍に昇進したウルモフこそが裏で糸を引く本物の裏切り者であり、その狙いはゴールデンアイの奪取であると明かす。2人の脱出直後、セヴェルナヤの基地はゴールデンアイによって破壊された。その後、パイレートの行方は分からなくなり、またMI-6の忠告を無視してサンクトペテルブルクへと向かったナターリアも消息を絶つ。そこでヤヌス幹部との接触を仲介するという元KGBエージェントのヴァレンティン・ズゴフスキーと会うため、ボンドは彼が待つサンクトペテルブルクの銅像公園へと向かった。ズゴフスキーに案内されたレーニン像の前に現れたヤヌスのリーダーは、1986年に死んだはずのトレヴェルヤンだった。トレヴェルヤンは両親がイギリス政府の「裏切り」によって殺されて以来イギリスを恨んでいたと語る。ボンドがナターリアの居場所を問うと、トレヴェルヤンは彼女は今や無用となったパイレートのそばにいるが、3分後に爆発する爆弾が仕掛けられていると言い残し姿を消した。ボンドは気絶していたナターリアを爆発の直前に助け出し、セヴェルナヤ事件へのヤヌス関与を証明するためフライトレコーダーを回収する。しかし、ナターリアと共に銅像公園から去ろうとした時、ロシアの防衛大臣デミトリ・ミシュキンに率いられた警備兵に囲まれ、陸軍情報局本部へと連行されてしまう。
尋問の最中、取調室にウルモフの指示を受けた兵士が現れ、処刑命令を伝達する。兵士らを振り切ったボンドは同じく拘束されていたナターリアを助け出し、ミシュキンにウルモフの裏切りの事実を伝えた上、証拠となるフライトレコーダーを受け取って建物を脱出するも、直後にナターリアはウルモフの手下に連れ去られた。ウルモフを追うボンドはロシア軍の戦車を奪って非常線の敷かれた市街地を突破し、ヤヌスが拠点として利用している古い駅から軍用列車に乗り込む。そして車内の警備を突破した先でウルモフを倒しナターリアを救出するが、その間にトレヴェルヤンとゼニアは小型ヘリで脱出してしまう。自爆装置が作動した列車から逃げ出す直前、ナターリアは車内の端末からトレヴェルヤンらの目的地であるヤヌスの秘密基地がキューバにあることを突き止めた。衛星からは秘密基地の位置を確認できず、ボンドはCIAから提供された軽飛行機を用いて直接捜索を行うことになった。また、ゴールデンアイのシステムを停止させるためにナターリアも作戦に同行する。
攻撃を受けた飛行機が墜落した後、ジャングルの中を進んでいたボンドとナターリアは遭遇したゼニアを倒し、秘密基地内に侵入する。たどり着いたコントロールルームにてナターリアが大気圏に突入して自爆するようゴールデンアイのプログラムを書き換えた後、ボンドはさらにトレヴェルヤンを追って基地のポンプ施設へと進む。ゴールデンアイ操作用の巨大なパラボラアンテナを湖の底に隠す際の貯水および排水に使われていたもので、これを停止することで浮上中のアンテナの隠蔽を不可能にした。トレヴェルヤンはアンテナ上のクレードルに残された予備の制御装置を使ってゴールデンアイを復帰させようと試みるが、ボンドはこれも破壊して軌道修正を阻止する。そして下層のプラットフォームでトレヴェルヤンと対峙し、やがて決着を付けた後、ナターリアの操縦するヘリコプターに飛び移り、無事に生還するのだった。
ボーナスミッション
ミッション8は映画『007/ムーンレイカー』がモチーフで、ヒューゴ・ドラックスによるシャトル打ち上げを阻止するため、ボンドはドラックス社の秘密拠点があるテオティワカンのピラミッドへと潜入することになる。ミッション9は1970年代のいくつかの映画に基づいたオリジナルのストーリーが描かれており、ボンドにとって因縁深い黄金銃（『007/黄金銃を持つ男』）が怪人サミディ男爵（『007/死ぬのは奴らだ』）率いる謎の組織に渡り、招待状という名の挑戦状を叩きつけられたという内容で、黄金銃の確保とサミディとの決着を付けるのが目標となる。

## 開発
レアによる映画『ゴールデンアイ』のゲーム化企画は、映画および原作に感銘を受けたマーティン・ホリスが任天堂ヨーロッパ（NOE）からスーパーファミコン（SNES）およびバーチャルボーイ向けソフトとしての開発資金供給を受けたことから始まった。しかし、レアは同時期にオリジナルの立ち上げを計画していたことや、権利の多くを映画会社側が保有することなどを理由に開発には消極的な姿勢を取っていた。また、開発着手後も発売に適した映画公開やテレビ初放送の時期を逃したり、E3でも注目を集めることができなかったため、開発チームの士気は非常に落ち込んでいたという。しかし、リリースが映画公開後となったことは、3Dアクションという新しいジャンルに取り組むにあたって、様々なアイデアの追加を模索するだけの時間的余裕を確保することにも繋がっていた。
開発当時、映画を原作とする場合、映画と並行して制作する都合からスケジュールが過密になりがちで、また未完成かつゲームには不向きな脚本に沿う必要があり、粗悪なゲームか、せいぜい凡庸なゲームにしかならないと言われていた。レアの労働環境は決して褒められるものではなかった。田舎の大農場の中に本社を構えるレアは、小規模な家族経営企業の雰囲気を残したままで、開発者らはチームごとに別々の納屋に分かれており、行動は経営陣によって厳格に管理された。長時間労働も推奨され、過労は慢性的なものになっていた。失敗の可能性が極めて高いプロジェクトとされていたので、ホリスのチームは最も目立たない納屋に割り当てられていた。ホリスのチームは10人未満で、大学を卒業したばかりで経験も浅いが、熱意と野心は人一倍ある若手の開発者で構成されていた。
開発チームは映画の撮影現場に招かれ、セットや小道具、衣装の資料写真の撮影を行ったほか、初期に書かれた脚本やセットの設計図といった資料の提供も受けた。
SNES向けソフトとして開発されていた時点では、レアのヒット作『スーパードンキーコング』とよく似た2D横スクロールアクションのゲームが想定されていた。その後、ゲームボリュームの拡大等に伴い、プラットフォームを任天堂の新型機（後のNINTENDO 64）へと移行し、ジャンルを『バーチャコップ』風の3Dレールシューターに改めたが、新型機のコントローラーにアナログスティックが搭載されることが明らかになったため、これを活用する移動やエイミングの機能を追加したことでFPSにジャンルが変更された。レールシューターとFPSの2つのモードを共に組み込むことも検討された。本作の弾倉容量が少なくリロードが必要な銃、撃たれた場所によって異なる反応を示すNPC、殺傷してはいけない民間人NPC、カメラを固定して照準のみを動かす精密射撃モードといった要素は、こうした開発経緯からレールシューターの特徴を取り入れたものである。1つのマップに複数の目標が存在するオープンなミッションの設計は、開発途中にリリースされた『スーパーマリオ64』から借用されたアイデアであった。
ホリスによれば、敵NPCのAIは実際に高度な思考を行うか否かではなく、プレイヤーからどのように見えるかを重視して設計されたという。例えば本作の敵NPCはほとんどの窓を見通せない一方、プレイヤーは窓越しに敵を観察し、攻撃することもできる。これは非現実的だが、同時に「ジェームズ・ボンド」のゲームとしては当然のことで、ゲームを楽しむことにも繋がるとホリスは説明し、ゲームプレイにおいては「現実らしさ」（Realism）よりも「真実らしさ」（Verisimilitude）が重要であるとした。また、一方的に敵を観察しうることは、任務を遂行するにあたっての戦略を立てることを可能にし、消音拳銃などを活用した隠密活動を行わせるのにも適していた。
マズルフラッシュや爆発を誇張した演出は、ジョン・ウーの監督作品、とりわけ『ハード・ボイルド 新・男たちの挽歌』が参考とされた。二丁拳銃（アキンボ）もジョン・ウー映画から取られたアイデアである。
3Dモデルを用いて実在する銃器を再現した最初期のコンシューマーゲームの1つとも言われている。ホリスは小説家や映画製作者が製品名に関するライセンスを取得する必要はないと思っており、元々はワルサーPPK、AK-47、FN P90といった銃をそのまま再現しようとしていた。しかし、ある時点で任天堂側のプロデューサー、ケン・ロブ（Ken Lobb）から実在する製品名は使用できない旨の連絡があった。任天堂は、ゲームと銃器メーカーとが関連付けられることを危惧していたのである。「現実らしさ」と「真実らしさ」が毀損されるとしてホリスは不満だったが、結局は全ての銃に架空の名称が与えられることになった。
架空の名称を検討するにあたり、開発チームは当時市場に流通していた銃の製品名を調査した。その結果、何らかの攻撃的な響きがあるためによく使われているアルファベットがいくつかあることがわかり、可能な限りこれらを含む名称が求められた。最終的に考案されたのは、いずれもスタッフの名前やイニシャル、あるいは単にそれらしく聞こえる単語などが組み合わされたものだった。例えば、ソ連将校らが使用するDD44 Dostoveiというピストルの名は、デザイナーのデイヴィッド・ドークのイニシャルに由来し、Vz 61をモデルとしたKLOBBという短機関銃の名は、ケン・ロブの捩りである。また、ボンドが愛用するPP7というピストルの名は、「単に響きがよいから」と選ばれたものである。
KLOBBは非常に性能が低いことでよく知られる。銃声は非常に大きいが威力は低く、さらに射撃精度も低くて弾が散らばりやすいことから、ゲーム内で最弱の武器とも言われている。ホリスによれば、これはモデルのVz 61に安っぽい銃、あるいは東欧のマフィアの愛用品といった印象があったことを踏まえたデザインである。また、開発チームにとって銃は単なる小道具ではなく1つのキャラクターでもあり、このような性能であっても追加する意義はあったとしている。ただし、ホリスはロブを嫌っていたわけではなく、この銃に彼の名を付けてしまったことについては「少し後悔している」と後に述べている。
本作は映画のマーケティングの一環として企画されていたため、主演のピアース・ブロスナンを登場させることが求められた。しかし、FPSはその名の通り一人称視点、すなわちプレイヤーキャラクター本人の視点で展開するため、元々はブロスナンの顔を画面に表示することは全く想定されていなかった。ボンドの顔を映すようなカメラ演出やアニメーションを取り入れた映画的なカットシーンは、これに対応するために作成された。
マルチプレイ要素は開発のタイムリミット寸前に追加され、レアの上層部も実際に目にするまで存在を知らされていなかったという。当時のFPSはほとんどがシングルプレイのみのゲームで、元々は本作もそれにならって開発が進められていた。しかし、N64にコントローラ差込口が4つあり、別売りのマルチタップを買わずとも多人数対戦が行えることがわかると、開発チーム内でマルチプレイのアイデアが生まれ、任天堂にも知らせず独自に開発と改良が進められた。
マルチプレイの開発にあたっては『ジェームズ・ボンド』シリーズのあらゆる要素の使用許諾が得られるものとの想定のもと、『007/ゴールドフィンガー』のオッドジョブなど、過去作の登場人物も追加された。さらにブロスナンに以外にショーン・コネリー、ロジャー・ムーア、ティモシー・ダルトンという歴代ボンドも使用キャラクターに追加される予定だったが、契約上は『ゴールデンアイ』の要素の許諾しか得られておらず、また歴代ボンド俳優らと個別で契約を結ぶ場合はライセンス料が非常に高額になると想定され、最終的に断念された。
当時家族向けゲームの開発に重点を置いていた任天堂にとって、諜報員の活動を描く『ジェームズ・ボンド』は非常に暴力的なフランチャイズであった。ホリスによると、宮本茂は本作について「殺人がクローズアップされすぎている」「殺人だらけのこのゲームが悲劇的すぎる」の2点を指摘し、「ゲームが終われば病院に行って、敵全員と握手するようなゲームにするのはどうかな？」と提案したという。この提案自体は採用されなかったが、実際に流血表現の緩和など暴力表現の抑制が加えられた。映画のようなキャストを紹介するクレジットも、作中で行われた殺人が（映画と同様に）「作り物」であると示唆するためのものだった。また、10代向けのレイティングを取得し、ゲームを広い客層に販売するためにも、ある程度の暴力描写の抑制が求められていた。1997年8月25日、北米市場でリリースされた。この時点で映画『ゴールデンアイ』の公開からおよそ2年が過ぎており、シリーズ第18作『トゥモロー・ネバー・ダイ』の公開は直前に迫っていた。
日本で放送されたテレビコマーシャルには、ともに映画評論家である浜村淳と水野晴郎が出演した。水野によれば、先に浜村の出演が決まっており、多人数で遊べる要素を強調するために水野にも出演のオファーが回ってきたのだという。水野と親交のあったライターのジャンクハンター吉田によれば、CMの評判は悪く、発売後の出足も悪かったという。吉田はユーザーの多くが子供であるため、2人の映画評論家が出演する意味がわからなかったのではないかと指摘している。

### リメイクおよび移植版
2006年、任天堂アメリカ（NOA）社長レジナルド・フィサメィが本作をWiiのバーチャルコンソールで配信する計画の存在を明かしたが、以後の続報はなかった。2007年、開発元のレアが公式サイト上のQ&Aコーナーにおいて本作がバーチャルコンソールに登場する可能性についてコメントした。この中では「実現不可能」ではないとしつつ、レア自体の売却や本作の権利が様々な企業に移り変わった事に触れ、実現の可能性が非常に低いことを示唆している。
2008年にはXboxWorld 360誌にてXbox 360のXbox Liveアーケードでのリメイクが発表されたが、Xbox Live版権元である「Microsoft Game Studios」はその発表を噂にすぎないとして否定した。2016年、未発表のままだったXbox 360向けHDリマスター版のプレイ動画がYouTubeにアップロードされた。これに関連し、MicrosoftのXbox部門ヘッドであるフィル・スペンサーは、Xbox 360で『ゴールデンアイ 007』が本当に開発されていたのかという質問にTwitter上で回答した。スペンサーによれば、Xbox 360向けHDリマスター版のリリースは、コードなどの技術的な側面ではなく、権利上の問題のため困難であったという。2021年、このXbox 360向けHDリマスター版のデータがインターネット上に流出した。シングルプレイヤーとマルチプレイヤーどちらもほぼ完全にプレイ可能であったという。オリジナル版の開発に携わったデイヴィッド・ドークはBBCの取材に応じ、「オリジナルのゲームが未だに愛されており、発売から25年近く経った今でも多くの人々に喜びを与えているのを見ると心が温まります。今回のリマスターのリークに対する騒ぎは『ゴールデンアイ 007』の影響力と永続的な遺産の大きさを物語っています」と語った。
2010年、Wii向けのリメイク版が発表された（#リメイク版）。
2018年頃からは、ファンによる非公式のリメイクとして、GoldenEye 25の開発が行われていた。同作はUnreal Engine 4を用い、無料プレイ可能とされていた。2020年8月、ジェームズ・ボンド作品関連の権利を保有するMGMとDanjaqからの連絡を受けて開発中止となり、以後はジェームズ・ボンドシリーズに関連する描写を取り除き、1990年代のFPSの精神を受け継ぐオリジナル作品として開発を続けていく旨が発表された。
2022年1月、Xboxサーバー上の『ゴールデンアイ 007』の実績に関する情報がリークされ、同様の情報が6月にも広まった。
2022年9月13日23時から配信されたNintendo Directにおいて、本作をNintendo Switch向けにNINTENDO 64 Nintendo Switch Onlineで配信する事を発表。2023年リリース予定で、任天堂発売のソフトとして初のCERO：Z（18才以上のみ対象）となる。また同日に、開発元のレアからXbox OneおよびXbox Series X/S向けのリマスター版も発表された。Xbox Game Pass向けのリマスター版は、操作方法のカスタマイズ、実績システム、16:9解像度へのネイティブ対応、最大4K Ultra HDへの対応などのアップデートが加えられている。また、Nintendo Switch版ではコンソール内のN64エミュレータを利用したオンラインマルチプレイ機能が搭載された。

#### 移植版による違い
Xbox
- 任天堂に関連するものが全て削除され、権利表記が『Xbox Game Studios』『CODE MYSTICS』『MGM』『EON PRODUCTIONS』に置き換えられている。
- ファイル中央のロゴの色が暗くなっている。
- コントローラーのボタンが全てXboxのものに置き換えられている。
- 設定画面に「照準固定」「振動機能」の項目が追加されている。
- 比率を16:9に選択した場合、アスペクト比が自動的に16:9になる。

NINTENDO 64 Nintendo Classics 18+
- 比率を16:9に選択した場合、アスペクト比が自動的に16:9になる。
- 奥行きの霧がオリジナル版およびXboxより目立つ。
- メインキャストのフレームレートが60fpsになっている。
- 『点滅表現・明度などの変更』に基づき、無人機銃および戦車のマズルフラッシュエフェクトおよび着弾時の火花エフェクトが半透明になっている（オリジナル版およびXboxにはない調整）。

### 開発上の続編
ストーリー上の繋がりを持つ続編は存在しないが、本作のゲームエンジンを受け継ぎ、本作の開発チームによって制作された『パーフェクトダーク』が2000年にNINTENDO 64用ソフトとして発売されおり、ホリスは「間違いなく精神的続編」（definitely a spiritual sequel）と表現している。同作では女性工作員ジョアンナ・ダークの活躍が描かれる。主人公を女性にしたのは、映画『ニキータ』や映画『間諜X27』からの影響であり、その名はジャンヌ・ダルクから取られたものであるという。一方、同作が『ゴールデンアイ』ほどの印象を残せなかった理由について、ホリスはFPSでキャラクターの性格や背景を描くことの難しさと『ゴールデンアイ』でそれを補った原作の存在感を指摘し、ジェームズ・ボンドというキャラクターについて「テーマ曲が流れただけで、彼はすぐそこに現れる」と語った。
『ゴールデンアイ』をタイトルに冠するソフトは、2006年まで権利を有していたエレクトロニック・アーツから様々なハードで発売されている が、それらはいずれも本作や映画版との関連を持っていない。

## スタッフ
- 撮影監督 : Mark Edomonds M.A
- 風景担当 : Karl Hilton
- 脚本 : デイヴィッド・ドーク（英語版）
- オリジナル音楽 : Graeme Norgate、Grant Kirkhope、Robin Beanland
- 音響効果 : Graeme Norgate
- プロダクションマネージャー : Simon Farmer
- サウンドシステム・ツール : Graham Smith
- ディレクター : マーティン・ホリス（英語版）
- プロデューサー : マーティン・ホリス（英語版）、三木研次
- エクゼクティブプロデューサー : 山内溥

## リメイク版
2010年6月のE3において、版権を得たアクティビジョン・ブリザードによるWiiリメイク版が同年11月に発売予定であることが発表された。

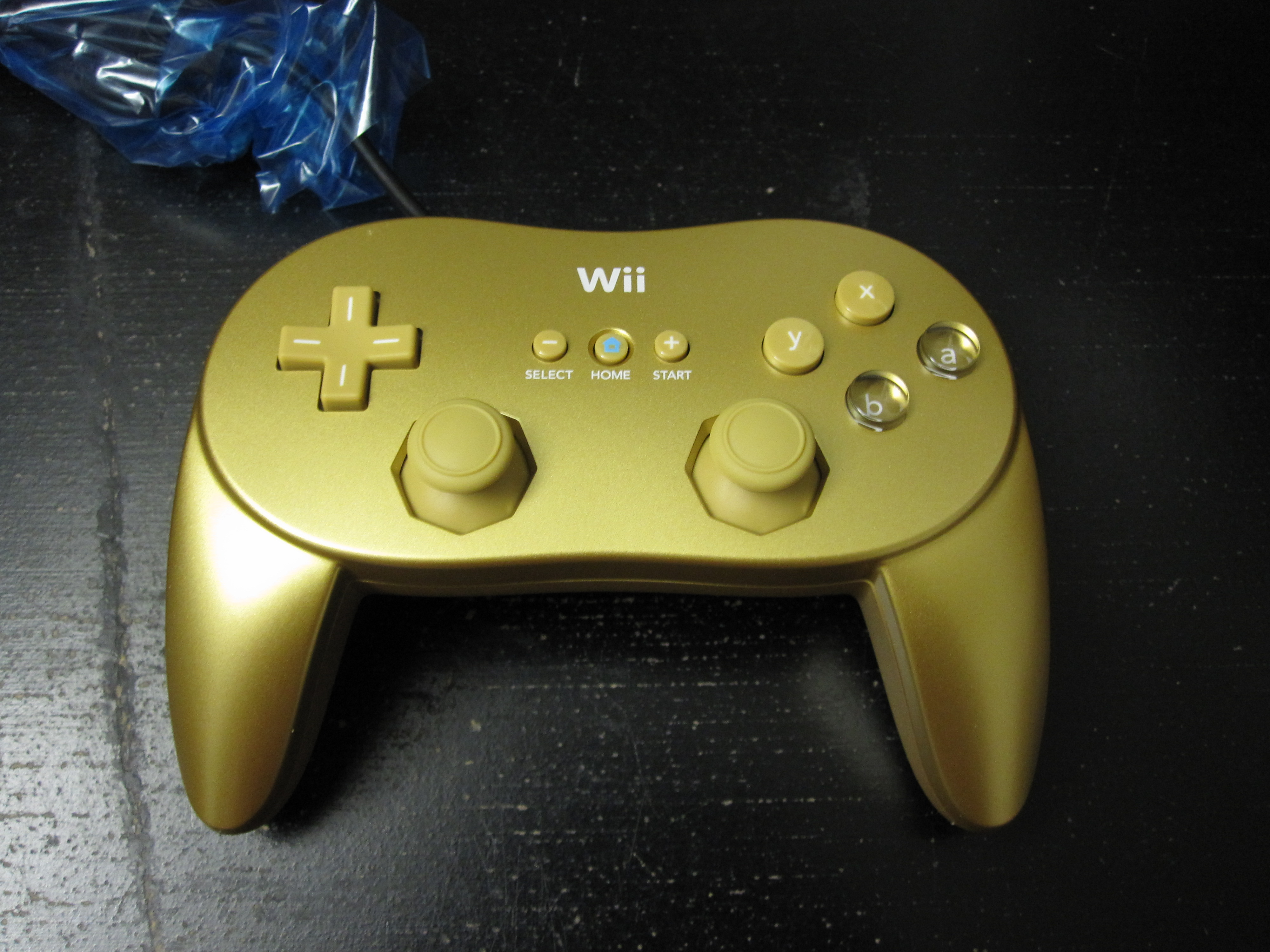
ゴールデンクラシックコントローラPRO

Wii日本語版は任天堂が発売した。発売に合わせて、クラブニンテンドーの景品としてゴールデンクラシックコントローラPROが700ポイント（2011年6月30日から8月31日までの期間は、『ゴールデンアイ 007』のシリアルナンバーを利用すると300ポイント）で入手できた。TVCMではジャルジャルとしずるが出演し、ローカルプレイによる4人対戦を行っている。
以下はN64版からの変更点である。
- 『007 ナイトファイア』を開発したEurocomがWii版を開発する。
  - それに伴い、スマートフォンが登場したりと、時代背景を現代にとこちらも映画を踏襲してアレンジ。ゲームシステムやステージも差異がある。
- 最高難易度を除き、体力が自動回復する。
- アイアンサイトを使った構え撃ちが可能になった。
- 主人公ジェームズ・ボンドのキャラクターモデリングはピアース・ブロスナンではなくダニエル・クレイグに変更されている。
- Wii版はニンテンドーWi-Fiコネクションにより8人までのオンラインプレイが可能（2018年3月30日10時にサービス終了[40]）。
- オンラインプレイでは獲得したEXポイントによりレベルアップが可能で、カスタマイズの巾が広がる。

DS版はコール オブ デューティDS版をベースとしており操作性はこれに近い。
コミコン・インターナショナル2011でHD機であるPS3とXbox 360への移植が発表され海外では2011年11月に『GoldenEye 007: Reloaded』のタイトルで発売された。日本では未発売。
- PS3版はPlayStation Moveに対応
- エンジンは新たに作り直され60fpsに対応
- “Mi6 Ops Missions”を追加
- キャンペーンとは違う個別のミッション
- マルチプレイヤーは4人までの画面分割と16人までのオンラインに対応

### 登場キャラクター
- ジェームズ・ボンド(007)／ダニエル・クレイグ（吹き替え：小杉十郎太）
- アレック・トレヴェルヤン(006)／エリオット・コーワン（吹き替え：佐々木健）
- ナターリア・シミョノヴァ／カースティ・ミッシェル
- アルカディ・ウルモフ／ローレンス・ポッサ（吹き替え：乃村健次）
- オナトップ／ケイト・マグワン
- ズコフスキー／アレック・ニューマン
- デミトリ・ミシュキン／エド・ストッパード
- M／ジュディ・デンチ（吹き替え：此島愛子）
- ビル・タナー／ロリー・キニア
- スカイ・ブリッグス／ネイサン・オズグッド
- サージェント・ガルシア／ソニア・バラコ

### 主題歌
1995年公開された映画版と同じ「GoldenEye」だが、映画版のティナ・ターナーではなく、ニコール・シャージンガーが歌っている。